# Diane Cook
Diane Marie Cook (geboren 27. Juli 1976) ist eine US-amerikanische Schriftstellerin.

## Leben
Diane Cook studierte kreatives Schreiben und machte einen M.F.A. an der Columbia University. Cook schreibt für Harper’s, Tin House und Granta, Erzählungen von ihr wurden in die Anthologieserie Best American Short Stories aufgenommen und in die O. Henry Prize Stories. Cook nahm Lehraufträge für Literatur und Schreiben an der Columbia University und an der University of Michigan wahr. Cook erhielt 2016 eine Fellowship beim National Endowment for the Arts. Im Jahr 2020 war sie Writer in Residence beim Leeds Lit Fest.
Ihr Buch Man V. Nature war 2016 Finalist beim Guardian First Book Award, beim Believer Book Award und beim Los Angeles Times Book Prize. Ihr erster Roman The New Wilderness stand im Jahr 2020 auf der Shortlist des Booker Prize.
Cook lebt mit ihrer Familie in Brooklyn.

## Werke (Auswahl)
- Man v Nature. Oneworld, 2015
- The New Wilderness. 2020
- "Girl on Girl" (aus dem Amerikanischen von Björn Jager). In: Der Literaturbote, Ausgabe 139 (April 2021). ISSN 1617-6871